# Aron Gunnarsson
Aron Einar Malmquist Gunnarsson (Akureyri, 22 de abril de 1989), mais conhecido como Aron Gunnarsson, é um futebolista islandês que atua como volante. Atualmente, defende o Al-Gharafa e a Seleção Islandesa, pela qual é capitão.

## Selecção nacional
Gunnarsson fez sua estreia internacional para a Seleção Islandesa em 2 de fevereiro de 2008. Ao 18 de junho de 2011, Gunnarsson tem jogado 30 partidos para Islândia, incluindo sete partidos classificatórios para o Mundial de Futebol de FIFA.

### Gols com a seleção nacional
| #  | Data                  | Lugar                         | Oponente | Golo  | Resultado | Competição                  |
| -- | --------------------- | ----------------------------- | -------- | ----- | --------- | --------------------------- |
| 1. | 10 de outubro de 2014 | Estádio Skonto, Riga, Letónia | Letónia  | 2 – 0 | 2 – 0     | Classificação Eurocopa 2016 |

## Títulos
Cardiff City
- Football League Championship: 2012–13